# Ford GT90
La Ford GT90 è una concept car stradale da elevate prestazioni, costruita dalla casa automobilistica statunitense Ford e presentata al salone dell'automobile di Detroit del 1995.

## Contesto
Lo scopo di questa particolare vettura era quello di porsi a livello delle super sportive dell'epoca, quali la Ferrari F50, la Lamborghini Diablo, la Bugatti EB 110 e la McLaren F1.
Nonostante le sue caratteristiche di auto molto potente e prestazionale, e l'impiego di materiali pregiati e un design avanguardista, rimase una dream car che non venne mai commercializzata, né in larga scala né come fuoriserie.
La macchina venne svelata al Salone dell'automobile di Detroit, nel gennaio del 1995.
Lo slogan della Ford la presentava come "la supercar più potente del Mondo".
In effetti uno dei suoi punti di forza era proprio questo aspetto, anche se l'affermazione della casa americana non era del tutto veritiera, dato che la GT 90 era capace di 720 CV, una soglia già superata da altre vetture sportive prodotte in pochi esemplari.
Sicuramente avrebbe potuto essere una tra le più veloci, infatti aveva una velocità massima teorica nell'ordine dei 378 km/h che tuttavia non le valse il record mondiale di velocità su terra, poiché non venne mai dimostrato ed omologato in una prova ufficiale.
In sostanza la GT90 era una rievocazione in chiave moderna della Ford GT40, di cui riprendeva alcuni dettagli stilistici, ma anche un simbolo delle capacità tecniche della Ford, in grado di realizzare una futuribile Gran Turismo per gli anni novanta, da cui il nome (mentre quello della GT40 derivava dall'altezza della vettura espressa in pollici). La Ford GT40 rappresentava infatti la sfida della casa automobilistica americana ai più importanti produttori di veicoli di questo segmento, e venne realizzata per contrastare la Ferrari che, negli anni sessanta, venne venduta dal suo fondatore alla FIAT, preferendola alla Ford.
Henry Ford II, a quell'epoca massimo esponente del produttore a stelle e strisce, pronunciò la frase "se non puoi comprarli li devi battere", riferendosi alla Ferrari, e costruì la Ford GT40, che in effetti sconfisse la Ferrari nei campionati prototipi di quegli anni.
Con la GT 90 la sfida venne rilanciata, tuttavia la Ford giudicò troppo ambizioso il progetto in quanto per produrre la macchina i costi sarebbero stati insostenibili e, secondo i dirigenti della casa, i clienti avrebbero continuato a preferire le vetture italiane piuttosto che una Ford, anche se superiore, poiché al suo nome vengono associati prodotti di fascia inferiore.

## Motore
Fra gli aspetti più evidenti spicca il suo originale quanto moderno design.
Tuttavia come per ogni automobile, le basi di progettazione partono dalla definizione del tipo di motore da applicare, il tutto in funzione delle prestazioni richieste e del tipo di veicolo.
In questo caso la Ford badò ben poco a quelle che erano le tradizioni della casa, solitamente di stampo patriottico.
Negli Stati Uniti infatti, il motore più diffuso è l'otto cilindri a V, che è considerato quasi un'esclusiva delle auto di questa nazione.
Per ciò che concerne il motore la Ford pensò di porsi a livello degli avversari più blasonati, quindi agli ingegneri americani, venne imposto di realizzare un motore V12, ossia la stessa architettura dei propulsori utilizzati da Ferrari e Lamborghini e di sovralimentarlo mediante 4 turbo.
La progettazione e la costruzione di un motore con questo tipo di frazionamento risulta essere più complessa rispetto ad un motore V8, a causa del maggior numero di pezzi e particolari in movimento che lo compongono. 
Questo implica incremento di sollecitazioni, sia termiche che meccaniche, anche se così facendo, almeno per ciò che riguardava la potenza, la GT 90 sarebbe stata su un livello superiore.
La base di partenza fu il motore Modular. 
Nello specifico quello a quattro valvole per cilindro, da 4.600 cm³, della Lincoln Mark VIII (la Lincoln, è una costola della Ford che produce berline di lusso e di rappresentanza).
In principio, il motore venne rivisitato, e riprogettato in parte, rendendolo un V6.
A questo punto ne modificarono la cilindrata, portando la corsa dei pistoni a 77,3 millimetri, e l'alesaggio a 90,2 millimetri.
Questa risultò essere una profonda modifica del motore, che ora era superquadro, ossia disponeva di una corsa inferiore all'alesaggio, mentre in principio era sottoquadro, dunque alesaggio inferiore alla corsa.
Grazie a questo nuovo schema (derivato dalle competizioni), la potenza crebbe notevolmente, anche perché aumentò il regime di rotazione e i cicli termodinamici si avvicinavano sempre più a quelli ideali, con trasformazioni più prossime a delle adiabatiche, dunque rendimenti superiori.
Lo step successivo, fu quello di unire idealmente in serie, due motori identici a quello sviluppato, in modo da arrivare ad avere un V12.
Questo motore, venne poi evoluto come motore aspirato, fino ad ottenere un compromesso ideale tra potenza massima e affidabilità.
Successivamente venne potenziato, accoppiandolo con quattro turbocompressori Garrett T2, e quindi rinforzato nelle parti più sollecitate, quali l'albero a gomiti, la sezione di 2/3 della bielle, la testa e il piede di biella, il cielo dei pistoni, la tenuta della testata, e tutti i cuscinetti, assieme al comando della distribuzione.
Quest'ultima era azionata da pulegge, messe in rotazione da cinghie dentate, in modo da far ruotare i quattro alberi a camme in testa, due per ogni bancata.
Essi movimentavano in tutto, 48 valvole, ossia quattro per cilindro, due di aspirazione e due di scarico.
Il risultato di tutti questi studi, fu un motore da 5.924 cm³ V12 a 90°, in grado di erogare una potenza massima di 720 CV a 6.600 giri al minuto.
Al motore, montato in posizione posteriore centrale longitudinale, venne accoppiato un cambio meccanico manuale a cinque marce e retromarcia, (derivato da quello della Jaguar XJ220), in blocco col differenziale.
Quest'ultimo era del tipo autobloccante.

## Telaio
Come per la trasmissione, anche le sospensioni erano di derivazione Jaguar XJ220.
Sia all'anteriore che al posteriore del tipo a quadrilatero alto, lo stesso schema della rivale Ferrari F50.
Normalmente questa soluzione, viene applicata alle vetture con motore anteriore trasversale, da elevate prestazioni.
Questo perché dato l'ingombro del motore, non sarebbe possibile utilizzare il più sportivo quadrilatero basso.
Sulla GT90, i tecnici furono costretti a ricorrere a questa impostazione, perché per quanto il motore fosse posteriore e in posizione longitudinale, aveva un angolo di bancata abbastanza ampio, che lo rendeva molto ingombrante, ancor di più per la presenza delle turbine.
Il telaio era realizzato in un'unica struttura, dunque monoscocca come le auto di Formula 1, ed era costruito in lega leggera d'alluminio.
Lo stesso era rivestito con pannelli in fibra di carbonio.
I due materiali rendevano la GT90 molto leggera, ma le garantivano un'ottima rigidità, che si traduce in risposte allo sterzo molto pronte.
Però oltre a queste doti, poteva contare anche su una notevole resistenza strutturale, che in caso d'urto avrebbe protetto a dovere chi si trovava all'interno dell'abitacolo.
La scelta di utilizzare l'alluminio per il telaio non fu un caso; essendo un materiale malleabile, si poté costruire una scocca a deformazione programmata, dunque che assorbe gli urti deformandosi, senza trasmetterli o quasi ai passeggeri.
L'altro materiale di grande pregio, è la ceramica di isolamento utilizzata per proteggere il corpo vettura dal calore generato dal motore che era capace di generare temperature di circa 816 °C.
Queste piastrelle di ceramica montate sulla Ford GT90, erano le stesse che vengono utilizzate per costruire gli scudi termici dello Space Shuttle.
Alla luce di tutte queste innovazioni il possibile prezzo per comprare una GT90 venne stimato in circa 800.000 dollari, una cifra decisamente elevata, soprattutto se si pensa che l'auto nacque nel 1995, quando il valore del denaro era sicuramente superiore a quello odierno.

## Design e aerodinamica
Tuttavia la GT90, oltre ad avere delle caratteristiche tecniche di prim'ordine, era stata disegnata in modo a dir poco futuristico.
Inoltre ha dato inizio a quella che viene definita la "new edge", ossia la nuova corrente di design automobilistico introdotta dalla Ford e caratterizzata da linee tese e sinuose al tempo stesso, che ben si abbinano ai nuovi stilemi nati tra la metà degli anni '90 e i primi anni 2000.
Osservando la macchina di lato, si distingue il suo andamento molto profilato, che inizia dal muso, molto basso tondo e corto, che si raccorda all'abitacolo (una curva più inclinata, che prosegue con un breve tratto rettilineo, parallelo all'orizzonte), la cui parte superiore, ossia dalla linea di cintura (abbastanza alta) al tetto, è completamente realizzata in vetro.
Proprio in questo punto raggiunge la massima altezza, per poi riprendere a scendere con una linea dritta molto tesa, fino a disegnare una curva che segue la circonferenza della ruota posteriore, e che termina con uno sbalzo posteriore corto dalla forma triangolare.
Una nervatura molto pronunciata percorre il lato della macchina partendo dalla linea mediana della ruota anteriore e continuando con una inclinazione forte e costante, fino a raccordarsi in modo curvilineo alla coda.
Una seconda nervatura, con una inclinazione maggiore, parte dallo stesso punto, attraversa l'abitacolo e finisce in modo tronco, sul filo dello sportello.
Essa in concomitanza con la prima, concorre a creare un piano inclinato, sul quale è sita la presa d'aria laterale del motore, il cui motivo è un triangolo isoscele, il cui apice appare come un raccordo curvilineo, anziché un cuneo.
Sempre da questa posizione, si nota un piccolo triangolo irregolare che sporge dalla coda, da esso a sua volta un altro triangolo simile si affaccia all'esterno.
Quest'ultimo è lo scarico.
Il prospetto laterale, è completato dagli specchietti, di forma ogivale, sostenuti da due sottili staffe curvilinee; gli stessi osservati frontalmente, risultano due triangoli isosceli con gli angoli smussati.
Vi sono poi le minigonne: abbastanza larghe, ma molto semplici e di andamento lineare, senza troppi fronzoli, vengono arricchite solo da un piccolo spoiler che le percorre per tutta la loro lunghezza, seguendo l'orizzonte.
Gli enormi cerchioni di alluminio, sono a tre razze, e rimangono solidali all'auto grazie a gallettoni, anch'essi a tre razze.
Questi elementi sono un'eredità della Ford GT40, tipici infatti degli anni '50,'60 e '70.
Il frontale ha linee molto tonde e pulite, ma non così massicce, a differenza della vista laterale.
Spiccano i raccordi dell'abitacolo alla carrozzeria che si presenta abbastanza larga.
Importante la presenza della grossa presa d'aria dei radiatori, perlopiù rettangolare, affiancata da due altre prese d'aria, quelle dei freni.
Queste, (una per lato), sono pure di forma rettangolare, ma disposte in verticale anziché orizzontale, a differenza della presa dei radiatori.
A fianco alle prese d'aria dei freni, sono siti gli alloggi di due lampade circolari (fendinebbia), racchiuse da un cornice trapezoidale.
I gruppi ottici anteriori sono sottili, e a sviluppo orizzontale. Inscritti in due rettangoli che incorporano abbaglianti anabbaglianti e frecce.
La macchina non è munita delle frecce ai lati della carrozzeria.
Sul cofano posteriore, sono poi collocate due feritoie simmetriche, secondo gli stilemi della Ferrari F50 e della Montecarlo GTB Centenaire. Queste "bocche", hanno il compito di evacuare l'aria calda dei radiatori.
La parte posteriore è molto larga e spiovente e sotto questo profilo sembra essere ispirata alle linee della Lamborghini.
Tuttavia unisce allo stile della casa del toro, quello tipico della Ford GT40, con una parte terminale bassa, rettilinea e collegata ai passaruota tondeggianti.
È molto caratterizzata da motivi triangolari, visibili nei gruppi ottici, e nello scarico.
Quest'ultimo è composto da quattro collettori, inseriti in una struttura a cinque triangoli, a sua volta posizionata all'interno di un altro triangolo, che ha il compito di proteggerla.
Quest'ultimo è coperto da uno spoiler retrattile che ha il compito di stabilizzare la macchina alle velocità più elevate, fornendo un carico aerodinamico superiore.
Questo dispositivo, quando la macchina è ferma o cammina a basse andature, è perfettamente integrato con la carrozzeria, tuttavia quando l'auto incrementa o decrementa sensibilmente la sua velocità, lo spoiler si solleva o si abbassa.
Al di sotto degli scarichi, vi sono quattro fori rettangolari, attraverso i quali è possibile scorgere il telaio le sospensioni posteriori e il motore, e che servono per lo smaltimento termico del propulsore.
Nel rettangolo centrale, trova alloggiamento lo stemma blu ovale della casa.
A fianco ai rettangoli invece vi sono due elementi circolari, che sono le luci della retromarcia, non inglobate nei gruppi ottici.